# Firma (powieść)
Firma (The Firm) – powieść sensacyjna amerykańskiego pisarza Johna Grishama z 1991 roku.
Bohaterem książki jest młody prawnik Mitchell McDeere, który po ukończeniu studiów na Harvardzie, skuszony wysokimi zarobkami, podejmuje pracę w prestiżowej kancelarii doradców podatkowych w Memphis, po czym odkrywa, że ma ona związki z mafią.
W 1993 roku na podstawie powieści nakręcono film „Firma” w reżyserii Sydneya Pollacka z Tomem Cruise’em w roli głównej, a w 1995 roku organizacja pisarska Mystery Writers of America uznała Firmę za jedną ze 100 najlepszych powieści kryminalnych wszech czasów.

## Polskie przekłady książki
- John Grisham: Firma, tłum. Zbigniew Balicki, Krzysztof Bereza, Warszawa: Amber, 1994, ISBN 83-7082-689-X.
- John Grisham: Firma, tłum. Tomasz Wyżyński, Warszawa: Świat Książki, 1996, ISBN 83-7129-228-7.
- John Grisham: Firma, tłum. Lech Z. Żołędziowski, Zbigniew Kościuk, Krzysztof Obłucki, Warszawa: Albatros, 2012, ISBN 978-83-7659-614-3.